# Hadena assamica
Hadena assamica là một loài bướm đêm trong họ Noctuidae.